# Бурже, Поль
Поль Бурже (фр. Paul Bourget; 2 сентября 1852 — 25 декабря 1935) — французский писатель и критик, чьи произведения в конце XIX века пользовались огромным успехом во Франции. Самое известное произведение — роман 1889 года «Ученик».

## Жизнь и творчество
Поль Бурже родился в городе Амьене 2 сентября 1852 года. По окончании лицея отправился учиться в Париж. Дебютировал в 1874 г. как поэт: сборник «Беспокойная жизнь». Несколько его стихотворений были положены на музыку Клодом Дебюсси. Затем (по совету своего кумира Тэна) обратился к психологической науке и опубликовал книгу «Очерки современной психологии» (1883), которая имела большой успех. Автор целого ряда литературно-критических, философских и эстетических очерков: Физиология современной любви (1890), «Впечатления об Италии» (1891), «Этюды и портреты» (1896), «Страницы критики» (1912—1922).

### Проза
Испытал влияние Бенжамена Констана, стремился противостоять натурализму Золя. Начиная с романа «Мучительная загадка» (1885) занимался изощрённым психологическим разбором поступков и мотиваций рафинированных представителей высшего общества — католиков либо скептиков. Автор романов «Преступление из-за любви» (1886), «Андре Корнелис» (1887), «Ложь» (1887), «Женское сердце» (1890), «Космополис» (1892) и др.
В своём самом известном романе «Ученик» (1889) и особенно в предисловии к нему Бурже приравнивает позитивистское мировоззрение к губительному цинизму и дидактически иллюстрирует необходимость возврата молодёжи к традиционной католической морали. Главный герой романа играет с чувствами людей, и эти «опасные связи» неумолимо ведут его к трагедии. Криминальная интрига сочетается в романе с философской напряженностью (исследователи усматривают в нём, в частности, влияние идей Герберта Спенсера).
В своих статьях и эссе Бурже популяризировал некоторые темы, интересовавшие поколение 1880—1890-х гг. Согласно Мишелю Мансюи, он дал выразительный портрет интеллектуалов и творческой молодежи конца века: «Его произведения … оказали свое особое воздействие на зарождение декадентского движения где-то около 1884 г.».
В 1901 году Бурже окончательно переходит на позиции католичества. Последующие романы представляют собой схематичные выступления в поддержку патриотизма, клерикализма и прочих традиционных ценностей вплоть до реставрации монархии. В начале XX века творчество Бурже вышло из моды.
В 1899 был в числе организаторов Лиги французского отечества.
Большинство сочинений Бурже были переведены на русский язык.

## А. П. Чехов о Поле Бурже
В письме издателю А.C. Суворину от 7 мая 1889 года Чехов, незадолго до того прочитавший перевод романа «Ученик», высоко оценил мастерство Бурже-прозаика, но упрекнул писателя за предпринятый им «претенциозный поход против материалистического направления».

## Октав Мирбо и Л. Д. Троцкий о Поле Бурже
Крайне язвительную характеристику Бурже даёт Мирбо в своем известном романе «Дневник горничной» (устами главной героини книги):
Поль Бурже меня спросил:
— Кто такая ваша подруга? Девушка из народа? Бедная, наверное?..
— Такая же горничная, как и я, уважаемый учитель.
Бурже сделал гримасу высшего существа, его лицо выразило презрение. Ах чёрт! И не любит же он бедных!
— Я не занимаюсь этими натурами, сказал он… это слишком мелкие душонки… Это даже не души… Это не из области моей психологии..
Я поняла, что в этой среде душу начинают признавать только при ежегодном доходе в сто тысяч франков.
С Мирбо полностью солидаризовался Лев Троцкий:
И впрямь: какая это поверхностная, фальшивая и гнилая литература!